# Da capo (музыкальный термин)
Da Capo или D.C. (итал.  — «с головы»; с начала) — музыкальная аббревиатура, используемая композиторами для указания, что следует повторить предыдущую часть. В сочинениях простой формы D.C. может означать то же, что и реприза. Но в произведения сложной формы знак может появиться после одного или нескольких повторений небольших частей, тогда он означает возвращение к самому началу произведения. Тогда форма произведения становится трёхчастной. Например, если в произведении трёхчастной формы, последняя, третья часть не записывается, так как является точным повторением первой части, то в конце второй части ставится D.C., а в конце первой пишется Fine (с итал.  «конец»). Иногда композитор записывает, какую часть следует повторить, например, Menuet da capo. В оперной музыке ария, обладающая такой структурой, называется ария da capo, в которой повторяющаяся часть часто украшается колоратурой.
Варианты использования термина:
- Da Capo al fine (D.C. al fine): повторить от начала до слова fine.
- Da Capo al coda (D.C. al Coda): повторить от начала до указанного места, после чего играть коду.